# Elymnias kamara
Elymnias kamara är en fjärilsart som beskrevs av Moore 1857. Elymnias kamara ingår i släktet Elymnias och familjen praktfjärilar. Inga underarter finns listade i Catalogue of Life.